# 량춘화
량춘화(1991년 6월 12일 ~ )는 조선민주주의인민공화국의 역도 선수이다. 2012년 하계 올림픽 여자 역도 48kg 이하급에서 동메달을 획득했다.